# Noord-Beveland
Noord-Beveland és un municipi de la província de Zelanda, al sud dels Països Baixos. L'1 de gener de 2009 tenia 7.370 habitants repartits per una superfície de 120,29 km² (dels quals 34,22 km² corresponen a aigua). Limita al nord amb Schouwen-Duiveland, a l'oest amb Veere, a l'est amb Tholen i al sud amb Middelburg, Goes i Kapelle.

## Centres de població
- Colijnsplaat
- Geersdijk
- Kamperland
- Kats
- Kortgene
- Wissenkerke

## Administració
El consistori consta de 13 membres, compost per:
- Partit del Treball, (PvdA) 3 regidors
- Crida Demòcrata Cristiana, (CDA) 3 regidors
- Noord-Bevelands Belang, 3 regidors
- Partit Popular per la Llibertat i la Democràcia, (VVD) 2 regidors
- SGP, 2 regidors